# 彭尼内山
彭尼内山（義大利語：Alpi Pennine），又称瓦莱山（德語：Walliser Alpen），是欧洲的阿尔卑斯山脉西南部的一段，位于瑞士（瓦莱州）和意大利（皮埃蒙特和瓦莱达奥斯塔大区）境内。彭尼内山的最高点是杜富尔峰，海拔达4,634公尺。